# Embusen

Embusen der Kata Taikyoku Shodan

Embusen oder auch Enbusen (japanisch 演武線) bezeichnet die Grundlinien, denen die Vorführung einer japanischen Kampfsport-Kata folgt.
Unter Kata versteht man festgelegte Bewegungsabläufe eines choreographierten Kampfes. Sie folgt immer den sogenannten Embusen. Dies sind imaginäre Linien, die meist senkrecht oder parallel zur Ausgangsposition des Kämpfers/der Kämpfer verlaufen; manchmal allerdings auch in einem Winkel von 45°.
Manche Embusen verlangen bzw. dienen dazu, dass der Kämpfer am Ende der Vorführung wieder die genaue Startposition einnimmt. In manchen Schulen werden sie streng interpretiert und es wird dann immer verlangt, dass Start- und Schlusspunkt identisch sind.